# 周鐸 (正統進士)
周鐸（1417年—？），字秉訓，江西吉安府萬安縣人，民籍。明朝政治人物。進士出身。

## 生平
江西鄉試第四名。正統七年（1442年）壬戌科會試第一百五名，殿試登進士第三甲第四名。历官德安府知府，天順八年三月升广西右参政。成化六年五月升广东右布政使，八年八月轉左布政，十四年以年老去职。

## 家族
曾祖父周同窗。祖父周尚信。父亲周存敏。